# Morodok Techo National Stadium
Morodok Techo National Stadium – wielofunkcyjny stadion w Phnom Penh, stolicy Kambodży. Został otwarty 18 grudnia 2021 roku. Może pomieścić 60 000 widzów. Jest to największy stadion w kraju.
Stadion powstał na półocnych obrzeżach Phnom Penh, jako główny obiekt kompleksu sportowego Morodok Techo National Sports Complex. Budowa kompleksu ruszyła w 2013 roku, budowę samego stadionu zainicjowano wmurowaniem kamienia węgielnego 4 kwietnia 2017 roku (prace ruszyły jednak cztery miesiące później). Budowa została w całości sfinansowana przez chiński rząd. 16 sierpnia 2021 roku poinformowano o zakończeniu budowy stadionu. Uroczysta ceremonia otwarcia obiektu z udziałem premiera Kambodży, Huna Sena, miała miejsce 18 grudnia 2021 roku.
Stadion posiada bieżnię lekkoatletyczną i otoczony jest dwupoziomowymi (trzypoziomowymi wzdłuż prostych) trybunami o pojemności 60 000 widzów (czyni go to największym stadionem w kraju, przed jego otwarciem miano to przypadało Stadionowi Olimpijskiemu w Phnom Penh). Za łukami znajdują się dwa wysokie pylony, wspierające konstrukcję dachu, który przykrywa większą część widowni (niezadaszone pozostają jedynie środkowe fragmenty trybun na łukach). Wygląd zewnętrzny obiektu zainspirowany został motywem żaglowca.
W 2023 roku obiekt ma być główną areną XXXII Igrzysk Azji Południowo-Wschodniej.